# Val des Dix
Le val des Dix est la partie supérieure du val d'Hérémence dans le canton du Valais en Suisse.

## Toponymie
L'origine du nom provient de la légende de la vouivre d'Hérémence. Elle raconte que dix célèbres brigands pillaient la région et se cachaient dans les forêts au fond de la vallée. Ils trouvèrent la mort après que les habitants eurent incendié les forêts où se trouvait leur repaire.

## Géographie

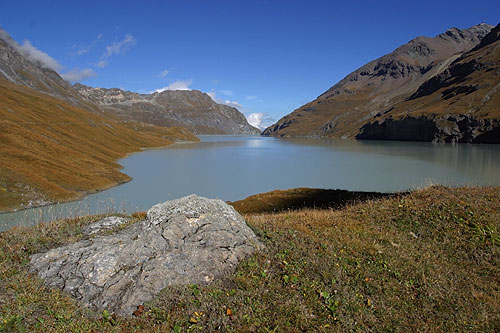
Le lac des Dix vu depuis le fond du val des Dix.

Le val, maintenant en partie inondé par le lac artificiel du barrage de la Grande-Dixence (le lac des Dix) débute aux environs du pied du barrage et s'étire jusqu'au glacier de Cheilon.
Au fond du val coule la Dixence qui a été barrée par les deux barrages construits dans le val. En aval se trouvent les hameaux de Pralong et Mâche. La Dixence rejoint ensuite la Borgne près d'Euseigne.
Les sommets principaux du val des Dix sont la Rosablanche, la pointe du Vasevay,  le Pleureur, la Luette, la pointe de la Vouasson, les aiguilles Rouges d'Arolla et le mont Blanc de Cheilon.

## Activités
Au fond de la vallée et à proximité du mont Blanc de Cheilon, on trouve la cabane des Dix à 2 928 m d'altitude. La cabane est une étape classique sur la Haute Route Chamonix-Zermatt qui se parcourt à ski pendant la période hivernale. En été, elle s'atteint en environ 4 h 30 à partir du barrage de la Grande-Dixence.